# Habitatge al carrer Agoders, 4 (Tàrrega)
El Carrer Agoders, 4 és una obra de Tàrrega (Urgell) protegida com a bé cultural d'interès local.
És un edifici que si bé es va construir 150 anys més tard que el d'Agoders, 6, té el mateix tipus de carreus de pedra i una reproducció fidel de les obertures. Consta de planta baixa, dos pisos i golfes, diferenciant-se de l'edifici d'Agoders, sis per les golfes, la cornisa que és d'obra i diferents baranes. Els baixos estan totalment mutilats en façana per locals comercials. L'edifici es va construir el 1816.